# تشيك هارتلي
تشيك هارتلي (بالإنجليزية: Chick Hartley)‏ هو لاعب كرة قاعدة أمريكي، ولد في 22 أغسطس 1880 في فيلادلفيا في الولايات المتحدة، وتوفي بنفس المكان في 18 يوليو 1948.

## وصلات خارجية
- تشيك هارتلي على موقعبيزبول رفرنس.كوم (الدوري الرئيسي) (الإنجليزية)
- تشيك هارتلي على موقعبيزبول رفرنس.كوم (الدوري الثانوي) (الإنجليزية)